# رافائيل كلاوس
رافائيل كلاوس (مواليد 6 سبتمبر 1979) هو حكم كرة قدم برازيلي، تم اختياره ليكون ضمن حكام بطولة كأس العالم 2022.